# Torres de Santa Cruz
Torres de Santa Cruz ist die Bezeichnung für zwei gleichartige Wohnhochhäuser in Santa Cruz de Tenerife im Stadtteil Cabo Llanos. Die Gebäude wurden von dem Architekten Julián Valladares Hernández entworfen und in den Jahren 2001–2004 bzw. 2004–2006 erbaut. Sie sind die höchsten Zwillingstürme in Spanien.
Die 120 m hohen Gebäude haben 35 oberirdische und vier unterirdische Stockwerke, die in erster Linie als Wohnungen, in den unteren Stockwerken z. T. auch als Büroräume genutzt werden. Dabei handelt es sich zu einem großen Teil um Eigentumswohnungen (272 Einheiten pro Gebäude). Die Torres de Santa Cruz waren nach ihrer Fertigstellung die höchsten Wohngebäude Spaniens, sind auch die höchsten Wolkenkratzer auf den Kanarischen Inseln.